# Brestovizza
Brestovizza, nota anche come Brestovizza in Valle (in sloveno Brestovica pri Komnu, in tedesco in passato Brestowiza o Brestowicza) è un paese della Slovenia, frazione del comune di Comeno.
È capoluogo di una delle 20 comunità locali del comune, che include anche il vicino insediamento di Vale.

## Geografia fisica
La località, che si trova nel vallone di Brestovizza (Brestovški dol) a 53,4 metri s.l.m. ed a 2,6 chilometri dal confine italiano, è situata a nord del monte Ermada e confina direttamente con l'Italia.

Il nome della località è dovuto alla presenza di alberi di olmo (in sloveno "brest").

Le principali alture e cavità sono: Flondar (Frankišče), 146,7 m; Govz, 289 m; Veliki vrh, 261 m; cima Cescove (Bezgov vrh), 207 m; Ermada di Nord Est/Castelliere di Ceroglie (Ostri Vrh), 215 m; Gradina, 246 m; grotta del Fuoco (Grofova Jama).

## Storia
Fin dall'epoca preistorica la zona era già abitata e sulle alture circostanti vennero costruiti dei castellieri; poi in epoca romana vi passava la Via Gemina, che collegava Aquileia, attraversando il Carso, con l'entroterra.
Durante il dominio asburgico Brestovizza (Brestovica) fu comune autonomo, dapprima catastale e poi amministrativo. La sua circoscrizione territoriale rimase sempre invariata, includendo i villaggi di Valle (Vale) e di Clanz (Klanc).
Durante la prima guerra mondiale, Brestovizza fu completamente distrutta, quando l'esercito italiano, nell'undicesima battaglia dell'Isonzo, si avvicinò ai piedi del vicino monte Ermada. Dopo la guerra, il paese fu completamente ricostruito.
Dal 1920 al 1947 fece parte del Regno d'Italia. Fu comune autonomo fino al 1928, includendo, come in epoca asburgica, le frazioni di Clanz/Clanzi in Valle (Klanc) e Valle (Vale), oltre ai due agglomerati che formano Brestovizza: Brestovizza in Valle Inferiore (Dolenja Brestovica) e Brestovizza in Monte/Brestovizza in Valle Superiore (Gorenja Brestovica). Nel 1923 venne inquadrato nella provincia del Friuli e lo stesso anno il nome del paese venne modificato in Brestovizza in Valle. Nel 1927 entrò a far parte della ricostituita provincia di Gorizia, ma l'anno successivo il comune fu soppresso e il suo territorio venne aggregato a Opacchiasella. In seguito alla seconda guerra mondiale e ai Trattati di Parigi passò poi alla Jugoslavia e quindi alla Slovenia e attualmente è ricompreso nel comune di Comeno.
Presso la frazione di Klariči vi sono le opere di presa dell'acquedotto del Carso (Kraški vodovod).

## Geografia antropica
L'insediamento (naselja) è formato da più agglomerati: Dolnja Brestovica, Gornja Brestovica e Klariči.

## Cultura

### Eventi
Vi è un attivo gruppo locale, il Turisticno Društo Brest che dà vita ad opere teatrali, attività ricreative per i bambini, la Kolosmica (bicicletta e osmica), la Šparglijada festa degli asparagi, e le Brestovs'ke Olimpijade giochi carsici.